# Walter Momper
Walter Momper (Sulingen, 21 febbraio 1945) è un politico tedesco.
Membro della SPD, divenne sindaco di Berlino Ovest nel 1989, alla guida di una coalizione rosso-verde con la Lista Alternativa.
Durante il suo mandato, il 9 novembre 1989, cadde il Muro di Berlino.
Il 3 ottobre 1990 la nazione fu riunificata. Momper collaborò col sindaco orientale, Tino Schwierzina, alla riunificazione anche della municipalità, poi realizzata nel successivo mese di gennaio dal commissario Thomas Krüger.